# Фоморы
Фомо́ры (англ. Fomorians, др.‑ирл. Fomoire, ирл. Fomhóraigh) — мифические существа, представляющие в ирландской мифологии демонические, тёмные силы хаоса, с которыми постоянно приходилось сражаться древним жителям Ирландии. Считается, что они вели свое происхождение от богини Домну, чьё имя означает «пропасть», «морская бездна» или «морское дно». Их король, Индех, считался её сыном, и поэтому все они именовались «богами Домну». Фоморы тесно связывались с морем (по своей форме слово fomoire созвучно с muir — «море»): их короли всегда жили где-то за морем, недоступная стеклянная башня Конанда, одного из царей фоморов, находится «на острове посреди океана» (см. Немед). 
Фоморы были обитателями потустороннего мира Ирландии, являющегося "оборотной стороной" ирландской земли.
Один из самых известных из фоморов — Балор, свирепый взгляд единственного глаза которого был способен так ослабить целое войско, что оно не могло бы противостоять жалкой горстке бойцов (по другой версии, его взгляд был просто смертелен). Балор был побеждён потомком Дану по имени Луг, являвшимся также и внуком самого Балора.

## Внешний вид фоморов
Фоморы представляют собой безобразных видом существ, часто гигантов, женщины которых не уступают мужчинам ни в уродстве, ни в физической силе. Так, например, Лот, мать короля фоморов, имела губы, свешивающиеся на грудь, а сила её превосходила силу целого воинства.
У фоморов было по одному глазу, одной руке и одной ноге, так как в обычное время (кроме Самхейна, когда открывались врата между мирами) одна половина их тела находилась в нашем мире, другая в потустороннем, из которого они черпали свою силу.
При изучении других культур можно встретить поразительно похожих на фоморов существ, таковыми, например, являются Йотуны скандинавских мифов, уродливые, однорукие, одноглазые демоны африканских племён, некоторые титаны греческой мифологии и т. п.
Но всё уродство проходит, когда фоморы возвращаются в свой потусторонний мир, аналогом которому является, например, Подземный Мир других мифологий. Таким образом, уродство фоморов можно объяснить их неспособностью полностью воплотиться в этом мире: какая-то часть этих существ всегда остаётся в Сиде.

## О мире фоморов
Изучая сказания о фоморах, можно обнаружить, что в описаниях этих существ преобладают описания женщин, и сам потусторонний мир связывается преимущественно с женщинами.
Позднее место фоморов в ирландской мифологии займут Племена богини Дану — боги, которые, проиграв в битве Сыновьям Миля, людям, уйдут в потусторонний мир, который отныне будет связываться уже не с фоморами, а с богами и Ши, однако даже преобразившись, он по-прежнему сохраняет свои «женские» черты.

## Поздние представления о фоморах
Подобно тому, как образ Йотунов в скандинавских преданиях выродился до образа Йутулов и троллей, так и образ фоморов выродился в христианизированной Ирландии в образ демонической «нечисти». Кроме того, имя фоморов было дано в реальной истории Ирландии всем скандинавам. В ирландском фольклоре сохранилась память о Балоре и его ужасном глазе: выражение «глаз Балора», соответствует фразе «дьявольский глаз», распространенной в других культурах.